# Anderl Mannhardt
Anderl Mannhardt (* 25. Oktober 1939 in Rottach-Egern) ist ein deutscher Bergsteiger.

## Leben
Anderl Mannhardt kam mit 16 Jahren zum Bergsteigen, ab 1957 wurden er und Toni Kinshofer Seilgefährten. In der Folge gelangen ihnen erste schwierige Felsrouten in den Nördlichen Kalkalpen (Maukspitze-Westwand, Totenkirchl-Westwand 1958).
Ab 1959 folgten für Mannhardt und Kinshofer weitere schwierige Fels- und Eisrouten sowie erste Winterbegehungen. Größeres Aufsehen erregte die erste Winterbegehung der Eiger-Nordwand (1961). Im folgenden Jahr wurden die beiden für eine neue Herrligkoffer-Expedition zum Nanga Parbat ausgewählt. Während dieser Expedition erreichten am 22. Juni 1962 Anderl Mannhardt, Toni Kinshofer und Sigi Löw den Gipfel über eine neue Route in der Diamirflanke, es war die erste Neuroute an einem Achttausender und erregte international große Aufmerksamkeit.
In der Folge der Nanga-Parbat-Expedition litt Mannhardt erheblich an den Folgen von Erfrierungen (Amputationen). Trotzdem gelang ihm 1963 zusammen mit Kinshofer die Durchsteigung der Comici-Führe in der Nordwand der Großen Zinne sowie die Franzosenführe an der Westlichen Zinne. Er war weiterhin als Bergsteiger sowie staatlich geprüfter Berg- und Skiführer unterwegs.

## Alpinistische Leistungen (Auszug)
- 1958 Maukspitze-Westwand (nördlichen Kalkalpen)
- 1958 Totenkirchl-Westwand (nördlichen Kalkalpen)
- 1958 Wiesbachhorn-Nordwestwand
- 1959 Winterbegehung der Karlspitze-Direkte-Ostwand
- 1959 Predigtstuhl-Direttissima
- 1959 Fleischbank, Aschenbrenner-Lucke-Führe
- 1959 Tofanapfeiler (14. Begehung),
- 1959 Lalidererspitze, direkte Nordwand (19. Begehung)
- 1959 Enchainement von Däumlingkante, Rigeleführe am Niederen Großwandeck und Südostkante an der Großen Bischofsmütze (Dachstein)
- 1959 Marmolata di Rocca, Vinatzerführe (17. Begehung)
- 1959 Marmolata di Penia, Südpfeiler
- 1960 Ortler-Nordwand (7. Begehung)
- 1960 Petit Dru, Bonattipfeiler (11. Begehung).
- 1961 Eiger-Nordwand, erste Winterbegehung (März 1961) zusammen mit Toni Kinshofer, Toni Hiebeler und Walter Almberger
- 1962 Nanga Parbat, Erstbegehung der Diamirflanke mit Toni Kinshofer, Sigi Löw
- 1963 Großen Zinne, Comiciführe in der Nordwand mit T. Kinshofer
- 1963 Westlichen Zinne, Franzosenführe mit T. Kinshofer